# Zacisze (województwo łódzkie)
Zacisze – wieś w Polsce położona w województwie łódzkim, w powiecie poddębickim, w gminie Wartkowice. Miejscowość wchodzi w skład sołectwa Światonia.
W miejscowości znajduje się nieczynny wiadukt kolejki wąskotorowej która łączyła majątki w Biernacicach i Dominikowicach z siecią kolejek kujawskich. Wiadukt zbudowano dopiero podczas budowy magistrali węglowej relacji Gdynia – Częstochowa. Do dzisiaj po kolejce wąskotorowej nie ma śladu, jedynie opuszczony wiadukt w lesie świadczy o rozmiarze i znaczeniu dla lokalnej gospodarki ówczesnej wąskotorowej linii kolejowej.
W latach 1975–1998 miejscowość należała administracyjnie do województwa sieradzkiego.